# Burgstall Neuburg

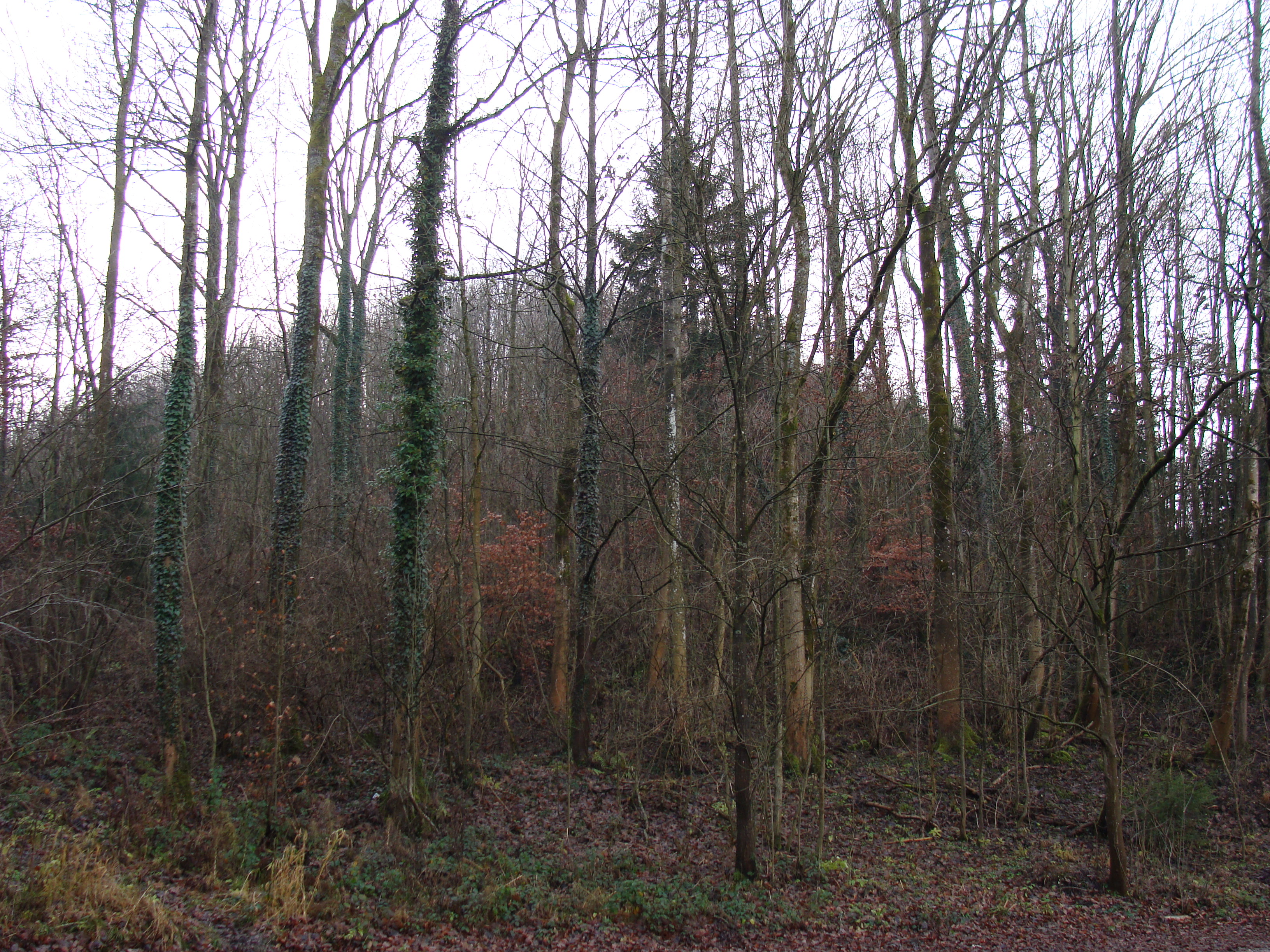
Burgberg Neuburg Vagen, von Norden

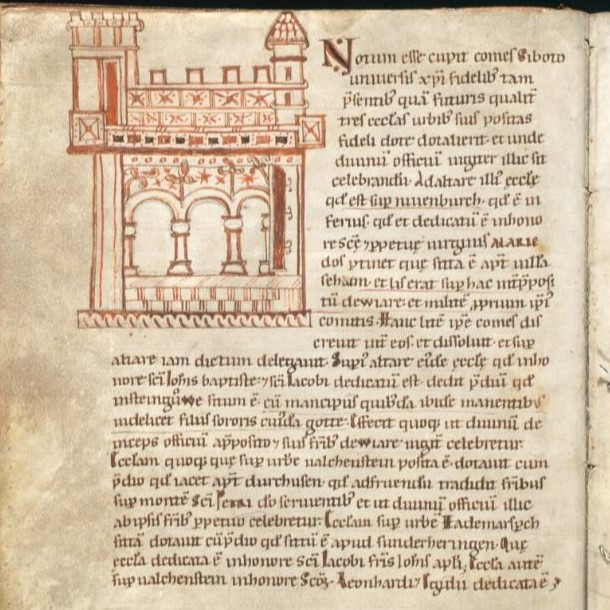
Darstellung der Neuburg im Codex Falkensteinensis, 1166 – ca. 1196

Der Burgstall Neuburg, auch Nuinburg genannt, bezeichnet eine abgegangene hochmittelalterliche Spornburg auf einem 600 m ü. NHN hohen Bergsporn des Irschenbergs im „Hocholz“ 1000 Meter südsüdöstlich der Kirche von Vagen, einem Gemeindeteil der Gemeinde Feldkirchen-Westerham im Landkreis Rosenheim in Bayern. Er wird als Bodendenkmal unter der Aktennummer D-1-8137-0027 als „Burgstall des hohen Mittelalters (‚Neuburg‘)“ geführt.

## Geschichte
Die Burg wurde von den Grafen von Neuburg-Falkenstein vermutlich im 12. Jahrhundert erbaut. Um 1158 wurde Comes [= Graf] Sigiboto de Newenburch (= Siboto IV. von Falkenstein) genannt. 1164 wurde eine obere und eine untere Burgkapelle geweiht. 1166 wurde die Burg im Codex Falkensteinensis als einer der vier Hauptsitze der Grafenfamilie genannt und in einer schematischen Federzeichnung abgebildet. Der Codex Falkensteinensis, eine bedeutende mittelalterliche Handschrift, entstand auf der Burg.
Um 1247 wurde die Burg zerstört, die Grundherrschaft ging an das Haus Wittelsbach über. Später war die ruinöse Burg und mit ihr die Herrschaft im Besitz mehrerer niederadeliger Familien, so war 1354 Otto von Maxlrain der Besitzer, 1413 ging sie an die Herren von Schalchdorf über. Im Zeitraum zwischen dem 16. Jahrhundert und dem Jahr 1638 waren die Herren von Lösch die Inhaber.
Ab dem 14. Jahrhundert verfiel die Burg und die Überreste dienten als Baumaterial für die 1653 errichtete Wallfahrtskirche Weihenlinden. Von der ehemaligen kleinräumigen Burganlage zeugen noch Grabenreste.